# Mark 10 Лімбо
«Лімбо» (протичовновий бомбомет Mark 10) — останній британський протичовновий бомбомет, що стріляв по курсу. Спочатку був розроблений під час Другої світової війни. Являє собою триствольний міномет, розвиток більш ранніх «Squid» і «Hedgehog», був розроблений Установою підводної зброї Адміралтейства в 1950-х роках. «Squid» заряджався вручну, що створювало труднощі на хиткій палубі при сильному хвилюванні; «Лімбо» ж заряджався і стріляв автоматично, персонал при цьому перебував в укритті. Він встановлювався на кормі експортних кораблів Королівських ВМС на стабілізованій по диференту й крену платформі з 1955 року до середини 1980-х років. «Лімбо» були озброєні побудовані для Австралії есмінці типу «Дерінг», а також австралійські ескортні есмінці типу «Рівер». «Лімбо» також широко застосовувався у ВМС Канади, перебуваючи на озброєнні всіх есмінців з кінця 1950-х до початку 1970-х років, в тому числі «St. Laurent», «Restigouche», «Mackenzie», «Annapolis» и «Iroquois».
Дальність пострілу бомбометів контролюється клапанами стисненого повітря і складає 400—900 м. Зброя була пов'язана з гідроакустичною системою корабля, постріл проводився по команді, коли ціль була в зоні досяжності. Снаряди вистрілювали під такими кутами, що вони падали трикутником навколо цілі. «Лімбо» може стріляти в будь-якому напрямку навколо корабля і володіє великою точністю. Зброя була використана в 1982 році під час Фолклендської війни, і залишалася на службі в Королівському флоті і флотах Співдружності до 1990-х років, коли вона була замінена торпедою Mk 44. Вцілілий примірник експонується в Музеї національного зброї в Госпорті, Гемпшир. 

## Управління Mk 10 за допомогою сонара
Стрільба з бомбомета Mk 10 керувалася за допомогою гідролокатора типу 170 (а пізніше 502) з диспетчерської гідролокатора, яка зазвичай перебувала поруч з бойової рубкою.
Гідролокатор типу 170 обслуговувався трьома операторами, які підтримували гідроакустичний контакт з ціллю і ефективно відстежували ціль по азимуту, дальності і глибині. Роботу операторів контролював офіцер гідролокатора (SCO, Sonar Control Officer), який командував диспетчерською. 
Коли контакт класифікувався як ворожий підводний човен, офіцер гідролокатора після підтвердження командира з бойової рубки вручну проводив постріл. Стрільба виконувалася за допомогою пістолетної рукоятки із спусковим гачком, встановленої в диспетчерській відразу за операторами. 

## Загальні характеристики
- Загальна вага системи: 35 тонн, включаючи 51 снаряд (17 залпів).